# Рапава, Авксентий Нарикиевич
Авксентий Нарикиевич Рапава (4 мая 1899, с. Корцхели, Кутаисская губерния — 15 ноября 1955, Тбилиси) — деятель органов госбезопасности, генерал-лейтенант (1945), государственный деятель советской Абхазии. Входил в состав особой тройки НКВД СССР, активный участник репрессий. Председатель Совета Народных Комиссаров Абхазской АССР (1938).

## Биография
Авксентий Рапава родился в 1899 году в семье сапожника. Окончил Кутаисскую духовную семинарию и Тифлисский университет (заочно). В 1919 г. вступил в РКП(б) и был призван в грузинскую армию, откуда дезертировал. Скрывался в подполье в Тифлисе. В 1921—1923 годах пропагандист Тифлисского городского комитета КП(б) Грузии, заведующий Агитационно-пропагандистским отделом Зугдидского комитета ЛКСМ, Зугдидского уездного комитета КП(б) Грузии. В 1923—1924 годах — старший инспектор Наркомата рабоче-крестьянской инспекции Грузинской ССР.
- 1924—1927 гг. — уполномоченный Особого отдела ЧК, заместитель начальника Особого отдела ЧК—ГПУ при СНК ССР Грузия,
- 1927—1929 гг. — начальник Особого отдела ГПУ при СНК ССР Грузия,
- 1929—1930 гг. — начальник Административно-организационного управления ГПУ при СНК ССР Грузия,
- 1930—1931 гг. — председатель ГПУ при СНК АССР (Аджаристана),
- 1930—1931 гг. — начальник 37-го Батумского погранотряда ОГПУ,
- 1931—1933 гг. — заместитель председателя ГПУ при СНК ССР Грузия,
- 1933—1935 гг. — начальник Дорожно-транспортного отдела ОГПУ—НКВД Закавказской железной дороги,
- 1935—1936 гг. — начальник Транспортного отдела управления государственной безопасности Наркомата внутренних дел ЗСФСР,
- 1936—1937 гг. — заместитель народного комиссара внутренних дел ЗСФСР, начальник управления шоссейных дорог Наркомата внутренних дел Грузинской ССР,
- 1937 г. — заместитель народного комиссара внутренних дел Грузинской ССР, начальник III отдела Управления государственной безопасности Наркомата внутренних дел Грузинской ССР,
- 1937—1938 гг. — председатель ЦИК Абхазской АССР, председатель СНК Абхазской АССР,
- 1938—1943 гг. — народный комиссар внутренних дел Грузинской ССР. Этот период отмечен вхождением в состав особой тройки, созданной по приказу НКВД СССР от 30.07.1937 № 00447[2] и активным участием в сталинских репрессиях[3].

В 1943—1948 годах — народный комиссар, впоследствии министр государственной безопасности Грузинской ССР. В 1948—1951 годах — министр юстиции Грузинской ССР. На посту министра юстиции продвигал на все должности уроженцев Мегрелии.
Брат Авксентия Нарикиевича — Рапава Капитон Нарикиевич (1898—1943), полковник, во время Великой Отечественной войны попал в плен; утверждалось, что он сотрудничал с немцами и вступил в нацистскую партию. Эти данные послужили основанием для увольнения А. Н. Рапавы в 1948 году из системы МГБ СССР и перевода на пост министра юстиции Грузинской ССР.
А. Н. Рапава был арестован по Мингрельскому делу в 1951 году (вместе с ним чистке и репрессиям подверглись мингрелы в аппарате министерства юстиции Грузинской ССР), в 1953 году был освобождён. С апреля по июль 1953 года — министр государственного контроля Грузинской ССР.
Вновь арестован 17 июля 1953 года, уже как член «банды Берии». В 1955 году был приговорён к высшей мере наказания. Расстрелян в Тбилиси. Не реабилитирован.
Жена — Татуша Рапава. В браке родились две дочери — Нила и Екатерина.

## Звания
- старший майор государственной безопасности (13.01.1936);
- комиссар государственной безопасности 3-го ранга (13.04.1940);
- генерал-лейтенант (09.07.1945)[5].

## Награды
- 12.04.1931 — орден Трудового Красного Знамени ГССР;
- 22.07.1937 — орден Ленина — за образцовое и самоотверженное выполнение особых заданий Правительства;
- 26.04.1940 — орден Красной Звезды — за успешное выполнение заданий Правительства по охране государственной безопасности;
- 24.02.1941 — орден Трудового Красного Знамени — в связи с 20-летним юбилеем Грузинской Советской Социалистической Республики, за достижения в развитии промышленности, сельского хозяйства, науки и искусства;
- 20.09.1943 — орден Красного Знамени;
- 08.03.1944 — орден Суворова II-й степени;
- 03.11.1944 — орден Красного Знамени;
- 03.12.1944 — орден Отечественной Войны I-й степени;
- 24.02.1946 — орден Отечественной Войны I-й степени.